# نقشه برجسته

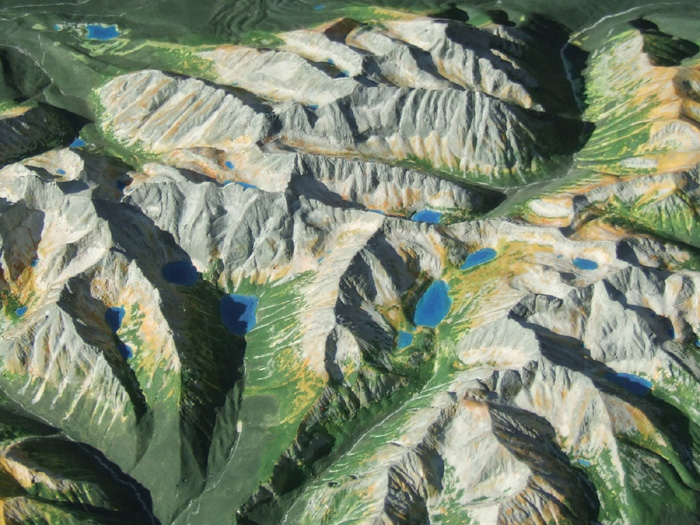
نقشه برجسته برجسته دست‌ساز های تاتراس در مقیاس ۱: ۵۰ ۰۰۰

نقشه برجسته یا مدل عوارض، نمای سه بعدی از عوارض زمین است که معمولاً به عنوان یک اثر فیزیکی به کار می‌رود. هنگام نمایش عوارض، بُعد عمودی، معمولاً با ضریب بین پنج تا ده اغراق می‌شود. این امر تشخیص بصری ویژگی‌های زمین را تسهیل می‌کند.